# Laevinesta atlantica
Laevinesta atlantica är en snäckart som först beskrevs av Perez Farfante 1947.  Laevinesta atlantica ingår i släktet Laevinesta och familjen nyckelhålssnäckor. Inga underarter finns listade i Catalogue of Life.